# American Journal of Cardiology
Das American Journal of Cardiology (auch: The American Journal of Cardiology) ist eine medizinische Fachzeitschrift des Elsevier-Verlags, die sich mit Erkrankungen des Herzens und des kardiovaskulären Systems befasst. Alle eingereichten Manuskripte unterliegen einem Begutachtungsverfahren (Peer-Review). Herausgeber ist Subhash Banerjee. Das Periodikum ist Nachfolgeorgan der Transactions of the American College of Cardiology, die von 1951 bis 1957 publiziert wurden, und des Bulletin of the American College of Cardiology, sollte aber nicht mit dem Journal of the American College of Cardiology verwechselt werden.
Die Zeitschrift ist indexiert in: MEDLINE, PubMed, SCOPUS, Google Scholar, CINAHL, Current Contents, EMBASE, Science Citation Index, Tropical Diseases Bulletin und weiteren Indices. Im Jahre 2018 hatte sie einen Impact-Faktor von 2,843, einen CiteScore von 2,86, einen Source Normalized Impact per Paper (SNIP) von 1,089 und einen SCImago Journal Rank (SJR) von 1,734.